# Fregata (rod)
Fregata ili „brzan”, „ptica fregata”, „fregata-burnjak” (lat. Fregata) je jedini živući rod porodice morskih ptica zvanih brzani  (Fregatidae) rasprostranjenih širom svih tropskih i suptropskih okeana. Pet postojećih vrsta se svrstava u ovaj rod. Sve one imaju pretežno crno perje, duge, račvaste repove i duge kukaste kljunove. Ženke imaju belo perje na stomaku, a mužjaci imaju karakterističnu crvenu vratnu torbicu, koju naduvaju tokom sezone parenja kako bi privukli ženke. Krila su im dugačka i šiljasta, a mogu da se protežu do 2,3 m, što je najveći odnos površine krila i telesne mase bilo koje ptice.
Imaju sposobnost da nedeljama lete nošene strujama vetra. Fregate provode veći deo dana u letu loveći hranu, a noću se gnezde na drveću ili liticama. Njihov glavni plen su ribe i lignje, koje love kad ih na površinu vode progone veliki predatori, poput tune. Fregate se nazivaju kleptoparazitima, jer one povremeno otimaju hranu od drugih morskih ptica, a poznato je i da iz gnezda otimaju piliće morskih ptica. Sezonski monogamne, fregate se gnezde u kolonijama. Grubo gnezdo grade u niskom drveću ili na tlu na udaljenim ostrvima. Svake sezone polažu po jedno jaje. Njihovo roditeljsko zbrinjavanje je duže od bilo koje druge vrste Limnofregata azygosternonptica; fregate se mogu pariti samo svake druge godine.
Fregatidae su sestrinska grupa Suloidea, koja se sastoji od kormorana, anhinga, i bluna (Sulidae). Tri od pet postojećih vrsta fregata su široko rasprostranjene (veličanstvene, velike i male fregate), dok su dve ugrožene (belotrbi brzan i fregata sa ostrva Asension) i ograničavaju svoje uzgojno stanište na po jedno malo ostrvo. Najstariji fosili datiraju iz ranog eocena, pre oko 50 miliona godina. Tri vrste klasifikovane u rod Limnofregata, imale su kraće kljunove sa manjim kukama na vrhu i duge noge. One su živele u slatkovodnom okruženju.

## Taksonomija

### Klasifikacija
Fregate su bile grupisane sa kormoranima, i blunama (rodovi Morus i Sula), kao i pelikanima, u rodu Pelecanus od strane Linea 1758. godine u desetom izdanju Systema Naturae. Kao prepoznatljive karakteristike su navedeni: prav kljun sa zakrivljenim vrhom, linearne nozdrve, golo lice i noge potpuno spojene plovnom kožicom. Rod Fregata definisao je francuski prirodoslovac Bernard Germejn de Laseped 1799. godine. Luj Žan Pjer Vejo je opisao ime roda Tachypetes 1816. godine za veliku fregatu. Ime roda Atagen skovao je nemački prirodoslovac Pol Mering 1752. godine, mada to nema validnost, jer je prethodilo službenom početku Lineove taksonomije.
Godine 1874, engleski zoolog Alfred Henri Garod je objavio studiju u kojoj je izučio razne grupe ptica i zabeležio koji mišići iz izabrane grupe od pet one poseduju ili im nedostaju. Primećujući da su mišićni obrasci različiti kod steganopoda (klasičnih Pelecaniformes), on je zaključio da u grupi postoje različita loze koja bi trebalo da budu u zasebnim porodicama, te je svrstao fregate u njihovu sopstvenu porodicu Fregatidae. Urles N. Lanham je 1947. godine primetio da fregate imaju neke skeletalne karakteristike koje su u većoj meri zajedničke sa Procellariiformes nego Pelecaniformes, međutim zaključio je da one još uvek pripadaju drugoj od te dve grupe (kao podred Fregatae), mada kao rani izdanak. Martin Kenedi i njegove kolege izveli su kladogram zasnovan na karakteristikama ponašanja tradicionalnih Pelecaniformes, izračunavši da su fregate divergentnije nego pelikani od osnovne grupe ganeta, anhinga i kormorana, kao i da su tropiske ptice najudaljenija loza. Klasifikacija ove grupe kao tradicionalnih Pelecaniformes, objedinjenih po stopalima koja su totipalmatna (sa sva četiri nožna prsta povezana kožom) i prisustvom vratne torbice, trajala je do ranih 1990-ih. Studije hibridizacije DNK Čarlsa Siblija i Džona Edvarda Alkvista postavile su fregate u lozu sa pingvinima, gnjurcima, petrelima i albatrosima. Naknadne genetičke studije svrstavaju fregate kao sestrinsku grupu grupe Suloidea, koja se sastoji od ganeta, Sula, kormorana i anhinga. Mikroskopska analiza strukture ljuske jaja Konstantina Mihailova iz 1995. godine utvrdila je da ljuske jaja fregata nalikuju onima drugih Pelecaniformes po tome što imaju pokrov od debelog mikroglobularnog materijala preko kristalnih ljuski.
Molekularne studije su konzistentno pokazale da su pelikani, tipska porodica Pelecaniformes, zapravo bliže srodni čapljama, ibisima i Platalea, čekićarkama i cipelarkama nego sa preostalim vrstama. Konsekventno, red koja obuhvata fregate i Suloidea je preimenovan u Suliformes 2010. godine. Godine 1994, ime familije Fregatidae, koje su francuski prirodosloveci Kome-Damje Degland i Zefirin Gerb opisali 1867. godine, bilo je očuvano prema članu 40(b) Međunarodnog kodeksa zoološke nomenklature, kao preferentno u odnosu na opis Tachypetidae Johana Fridriha fon Brandta iz 1840. godine. Razlog za to je da su imena roda Atagen i Tachypetes bila sinonimna sa Fregata pre 1961. godine, što je rezultiralo usklađivanjem imena familija i rodova.

### Vrste
- veličanstveni brzan ili veličanstvena fregata[18]

- asensionski brzan

- belotrbi brzan[19]

- veliki brzan ili velika fregata[20]

- mali brzan ili mala fregata[20]


### Fosilni zapis
Eocenski rod fregata Limnofregata obuhvata ptice čiji su fosilni ostaci pronađeni u praistorijskim slatkovodnim okruženjima, za razliku od preferentnog morskog okruženja njihovih sadašnjih srodnika. One su imale manje zakrivljene vrhove kljunove i duže noge, kao i duže nazalne otvore nalik na proreze. Opisane su tri vrste iz fosilnih ležišta u zapadnim Sjedinjenim Državama, dve - L. azygosternon i L. hasegawai - iz formacije Zelene reke (48–52 miliona godina stare) i jedna - L. hutchisoni - iz formacije Vasač (između 53 i 55 miliona godina stara). Fosilni materijal koji se ne razlikuje od živih vrsta koji potiče iz pleistocena i holocena pronađen je na ostrvu Uspeća (za F. aquila) i ostrvu Sveta Jelena, u južnom Atlantskom okeanu, kao i na raznim ostrvima u Tihom okeanu (za F. minor i F. ariel).

## Napomene
1. ↑  ambiens, fermorocaudal, accessory femorocaudal, semitendinosus, and accessory tendinosus[7]